# Samba de Orly
Samba de Orly è una canzone composta da  Toquinho, Chico Buarque e Vinícius de Moraes e fu incisa per la prima volta da Chico Buarque nel suo album del 1971 Construção. In questo brano sulle note di Toquinho, Chico evoca la sua nostalgia del Brasile dal suo esilio romano..

## Storia e significato
Nel novembre del 1969 Toquinho che, dall'Italia aveva deciso di tornare in Brasile, il giorno prima di partire si era recato nell'appartamento di Chico e gli aveva fatto ascoltare un samba senza testo. L'anno successivo Chico Buarque tornato in Brasile si presentò da Toquinho con un foglio in mano: Ho completato il testo di quel samba che mi hai lasciato a Roma. Toquinho fu molto compiaciuto. Vinicius lesse il testo e propose di modificare alcune frasi. Chico accettò la proposta e, poco dopo, Vinicius propose la modifica di una frase che fu accettata. Ma in quel tempo in Brasile c'era la censura, così  al momento di registrare il brano, l'unica frase che Vinicius aveva suggerito era stata censurata.
Prima della pubblicazione di Samba de Orly c'era stato una lunga procedura tra il dipartimento della censura e gli autori. L'avvocato João C. Muller Chaves aveva spiegato la canzone verso per verso alla censura, ma la composizione era stata bloccata, con la motivazione che i testi potevano trasmettere un messaggio di contenuto diverso, lasciando il posto a una versione politica. Dopo il secondo veto, l'avvocato suggerì di cambiare alcuni versi del testo, ottenendo così il via libera il 14 ottobre 1971. 